# Гончар Борис Михайлович
Борис Михайлович Гончар (*1 березня 1945, с. Лип'янка Шполянського району Черкаської області — †22 березня 2015, Київ) — український історик-міжнародник, американіст, доктор історичних наук, професор, завідувач кафедри нової та новітньої історії зарубіжних країн Київського національного університету імені Тараса Шевченка (1990—2015).

## Біографія
Закінчив історичний факультет Київського державного університету ім. Т. Г. Шевченка (1969).
У Київському національному університеті імені Тараса Шевченка: 1974–80 асистент, старший викладач, з 1980 доцент, з 1995 професор, з 1990 в. о., у 1991—2015 завідувач кафедри нової та новітньої історії зарубіжних країн, у 1976–83 заступник декана історичного факультету.
Викладав нормативний курс «Нова історія країн Західної Європи та США», спецкурси.

## Наукові інтереси
Сфера наукових інтересів: історія міжнародних відносин, історія США і країн Західної Європи.
Кандидатська дисертація «Середземноморська політика США 1968—1974» (1974), докторська дисертація «Фактор регіональних конфліктів у процесі формування та реалізації політики США щодо СРСР в 70-ті — 80-ті рр.» (1994).
Автор понад 250 наукових праць, близько 150 статей в енциклопедичних виданнях.

## Основні праці
- СРСР — США: правила поведінки в регіональних конфліктах. К., 1990.
- Міжнародні відносини та зовнішня політика 1980—2000 роки. К., 2001 (у співавт.).
- Нова історія країн Європи і США (1870—1918). К., 2008 (у співавт.).
- Всесвітня історія. К., 2011 (у співавт.).

## Нагороди
- Відмінник освіти України.
- Заслужений діяч науки і техніки України.
- Відзнака Вченої ради Київського національного університету імені Тараса Шевченка ІІІ ступеня.